# 籐野らん
籐野 らん（とうの らん）は、日本の女性声優。主にアダルトゲーム作品において活動。

## 出演
太字はメインキャラクター。

### アダルトゲーム
2001年
- みずいろ（早坂日和）
- 銀色 -完全版-（狭霧）

2002年
- さよらなエトランジュ（如月晴香）

2003年
- 朱 -Aka-（チュチュ）
- 真夏の扉 君と綴る物語（水原菜々美）
- Moon Light Renewal 〜おもいでのはじまり〜（氷沼悠理）
- セパレイトブルー（石橋つばめ）
- 待宵草〜まつよいぐさ〜（神林夕姫）
- スイートレガシー（佐藤衛）

2004年
- SHUFFLE!（芙蓉楓）
- シャマナシャマナ 〜月とこころと太陽の魔法〜（エーファ）
- ラムネ（近衛七海）

2005年
- Tears to Tiara（リアンノン）
- あやかしびと（トーニャ・アントーノヴナ・ニキーチナ）
- 車輪の国、向日葵の少女 / 車輪の国、悠久の少年少女（2005年 - 2007年、樋口璃々子） - 2作品

2006年
- 春恋*乙女 〜乙女の園でごきげんよう。〜（芹沢結衣佳）
- Scarlett（別当・和泉しずか・スカーレット）
- Really? Really!（芙蓉楓）

2007年
- ね〜PON?×らいPON!（シトラス）

2008年
- 俺たちに翼はない〜Prelude〜（鳳鳴、シトラス、真聡）
- クロノベルト（トーニャ・アントーノヴナ・ニキーチナ）

2009年
- 俺たちに翼はない（鳳鳴、真聡）
- そらいろ（友坂つばめ、つばめのお母さん）
- SHUFFLE! Essence+（芙蓉楓）

2010年
- 俺たちに翼はない アフターストーリー（鳳鳴、真聡、真稔）
- 世界征服彼女（2010年 - 2011年、闇野夢子、真聡） - 2作品

2011年
- SHUFFLE! Love Rainbow（芙蓉楓）

2012年
- JOKER -死線の果ての道化師-（相沢はじめ）

2013年
- D.C.III R 〜ダ・カーポIII アール〜X-rated（瑠璃香・オーデット）

2015年
- 姉小路直子と銀色の死神（古怒田しぶき）

2016年
- D.C.III With You 〜ダ・カーポIII〜 ウィズユー（瑠璃香・オーデット、白河茉莉花）

2017年
- ラムネ2（仲里七海、喫茶店のマスター）
- みなとカーニバルFD（古怒田しぶき）

2020年
- SHUFFLE! エピソード2 神にも悪魔にも狙われている男（木下きらら、真聡）

2021年
- PRINCESS×PRINCESS（芙蓉楓、木下きらら）

### 一般向ゲーム
- あやかしびと -幻妖異聞録-（2006年、トーニャ・アントーノヴナ・ニキーチナ）
- 車輪の国、向日葵の少女（2010年 - 2013年、樋口璃々子）[注 1]
- 俺たちに翼はない R（2011年、鳳鳴、真聡） - 15禁
- そらいろ Portable（2012年、友坂つばめ、つばめのお母さん）
- クロノベルト -SchwarzOath-（2012年、トーニャ・アントーノヴナ・ニキーチナ）

### アダルトアニメ
- みずいろ（2002年、早坂日和）

### ドラマCD
2001年
- みずいろおかえしCD その1、2（早坂日和）
  - みずいろ ドラマCD Vol.1、2（早坂日和）

2002年
- まじかる☆雪希ちゃん（早坂日和）
  - ねこクリスマス（早坂日和）
  - ドラマCD みずいろ 片瀬雪希編（早坂日和）

2003年
- ドラマCD みずいろ 早坂日和編（早坂日和）
  - ドラマCD みずいろ ショートエピソード・あめのちはれ（早坂日和）
  - まじかる☆シンドリッタ（早坂日和）

2007年
- Really? Really! オリジナルドラマCD 秋色のCherry Blossom（芙蓉楓）
  - Really? Really! オリジナルドラマCD2 冬のHappy End（芙蓉楓）

2009年
- そらいろ Original Drama（友坂つばめ、つばめのお母さん）
  - そらいろ 録り下ろしドラマCD（友坂つばめ、つばめのお母さん）

## ディスコグラフィ

### キャラクターソング
| 発売日  | 商品名                                      | 歌                     | 楽曲                                          | 備考                                       |
| 200？年 | 200？年                                     | 200？年                | 200？年                                       | 200？年                                    |
| ------- | ------------------------------------------- | ---------------------- | --------------------------------------------- | ------------------------------------------ |
| ？      | Neko Sound Collection vol.2                 | 早坂日和（籐野らん）   | 「がんばれひよりん」                          | PCゲーム『みずいろ』関連曲                 |
| 2002年  |                                             |                        |                                               |                                            |
| 1月10日 | みずいろ みんなのうた キャラクターアルバム  | 早坂日和（籐野らん）   | 「Sweet Sweet」                               | PCゲーム『みずいろ』関連曲                 |
| 8月20日 | みずいろ みんなのうた2 キャラクターアルバム | 早坂日和（籐野らん）   | 「がんばれ、ひよりん♪〜「ひなたより」から〜」 | PCゲーム『みずいろ』関連曲                 |
| 2003年  |                                             |                        |                                               |                                            |
| 3月1日  | みずいろ みんなのうた3 キャラクターアルバム | 早坂日和（籐野らん）   | 「消えぬ思い」                                | PCゲーム『みずいろ』関連曲                 |
| 4月23日 | セパレイトブルー オリジナルサウンドトラック | 石橋つばめ（籐野らん） | 「La Golondrina」                             | PCゲーム『セパレイトブルー』イメージソング |